# Brazii (Arad)
Brazii è un comune della Romania di 1 293 abitanti, ubicato nel distretto di Arad, nella regione storica della Transilvania.
Il comune è formato dall'unione di 5 villaggi: Brazii, Buceava-Șoimuș, Iacobini, Mădrigești, Secaș.